# Municipis del Cantó de Solothurn

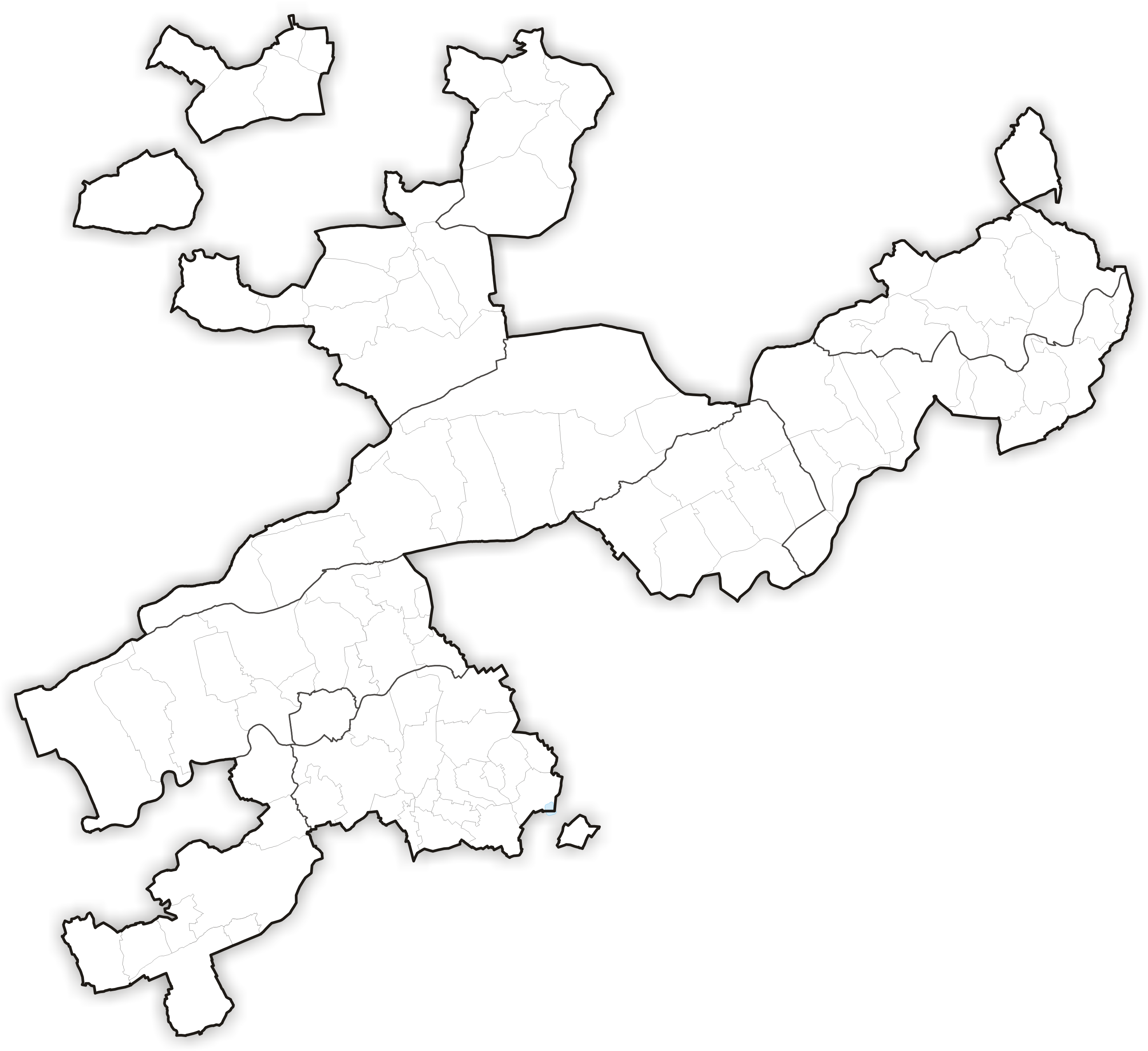
Mapa municipal del Cantó de Solothurn

Escut de Solothurn

Els Municipis del cantó de Solothurn (Suïssa) són 126 i s'agrupen en 10 districtes:
- Aedermannsdorf
- Aeschi
- Aetigkofen
- Aetingen

- Balm bei Günsberg
- Balm bei Messen
- Balsthal
- Bärschwil
- Bättwil
- Beinwil
- Bellach
- Bettlach
- Biberist
- Bibern
- Biezwil
- Bolken
- Boningen
- Breitenbach
- Brügglen
- Brunnenthal
- Büren
- Büsserach

- Däniken
- Deitingen
- Derendingen
- Dornach
- Dulliken

- Egerkingen
- Eppenberg-Wöschnau
- Erlinsbach
- Erschwil
- Etziken

- Fehren
- Feldbrunnen-St. Niklaus
- Flumenthal
- Fulenbach

- Gempen
- Gerlafingen
- Gossliwil
- Grenchen
- Gretzenbach
- Grindel
- Günsberg
- Gunzgen

- Hägendorf
- Halten
- Härkingen
- Hauenstein-Ifenthal
- Heinrichswil-Winistorf
- Herbetswil
- Hersiwil
- Hessigkofen
- Himmelried
- Hochwald
- Hofstetten-Flüh
- Holderbank
- Horriwil
- Hubersdorf
- Hüniken

- Kammersrohr
- Kappel
- Kestenholz
- Kienberg
- Kleinlützel
- Kriegstetten
- Küttigkofen
- Kyburg-Buchegg

- Langendorf
- Laupersdorf
- Lohn-Ammannsegg
- Lommiswil
- Lostorf
- Lüsslingen
- Luterbach
- Lüterkofen-Ichertswil
- Lüterswil-Gächliwil

- Matzendorf
- Meltingen
- Messen
- Metzerlen-Mariastein
- Mühledorf
- Mümliswil-Ramiswil

- Nennigkofen
- Neuendorf
- Niederbuchsiten
- Niedergösgen
- Niederwil
- Nuglar-St. Pantaleon
- Nunningen
- Oberbuchsiten
- Oberdorf
- Obergerlafingen
- Obergösgen
- Oberramsern
- Oekingen
- Oensingen
- Olten
- Recherswil
- Rickenbach
- Riedholz
- Rodersdorf
- Rohr
- Rüttenen
- Schnottwil
- Schönenwerd
- Seewen
- Selzach
- Solothurn
- Starrkirch-Wil
- Steinhof
- Stüsslingen
- Subingen
- Trimbach
- Tscheppach
- Unterramsern
- Walterswil
- Wangen bei Olten
- Welschenrohr
- Winznau
- Wisen
- Witterswil
- Wolfwil
- Zuchwil
- Zullwil